# Abadía de Kremsmünster

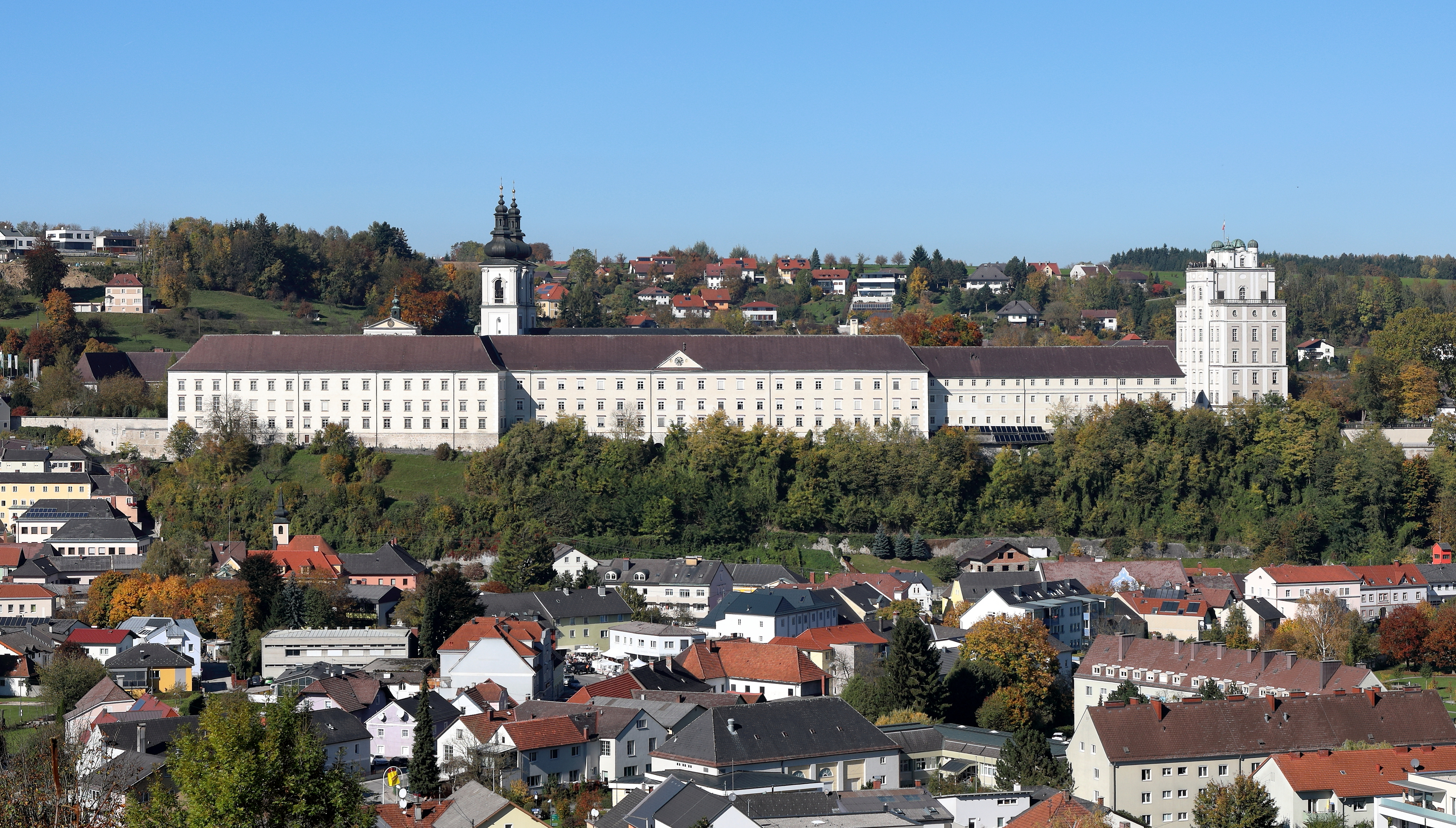
Abadía de Kremsmünster

Abadía de Kremsmünster ( en alemán: Stift Kremsmünster ) es un monasterio benedictino en Kremsmünster en Alta Austria.

## Historia

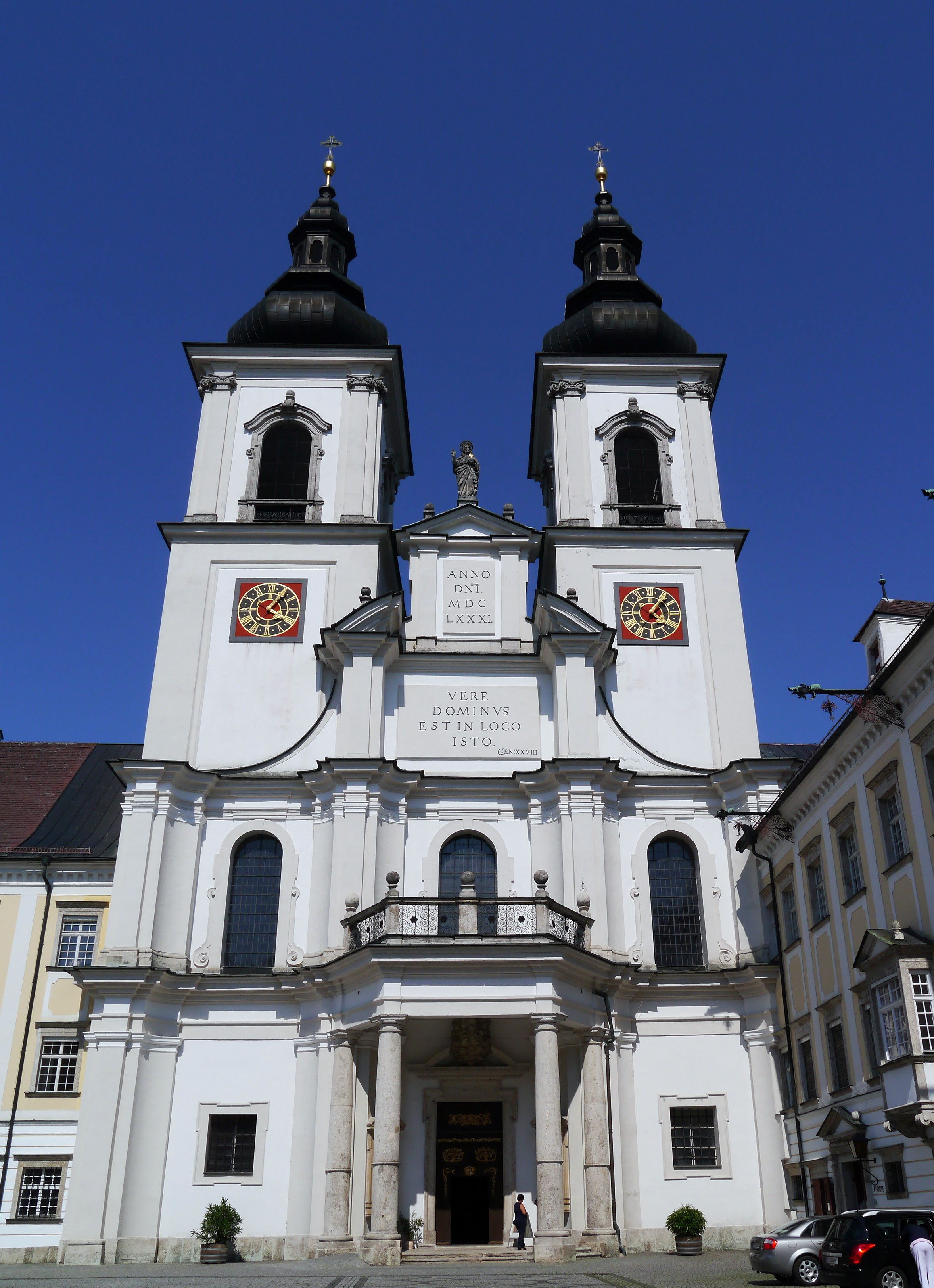
Iglesia de la abadía de Kremsmünster

El monasterio fue fundado en el año 777 dC por Tassilo III, duque de Baviera. Según la leyenda de la fundación, Tassilo fundó el monasterio en el lugar donde su hijo, Gunther, había sido atacado y muerto por un jabalí durante una cacería.
La primera colonia de monjes procedía de la Baja Baviera, bajo el mando de Fateric, el primer abad. La nueva fundación recibió generosas dotaciones del fundador y también de Carlomagno y sus sucesores.
La posición y reputación de la abadía pronto llegó a ser tal que sus abades, en ausencia del obispo de la diócesis ( Passau ), ejercían la jurisdicción episcopal.
En el siglo X, la abadía fue destruida en una incursión de los húngaros y sus posesiones se dividieron entre el duque de Baviera y otros nobles y los obispos. Fue restaurada, sin embargo, y recuperó su propiedad, bajo el emperador Enrique II, cuando San Gotardo se convirtió en abad.
Kremsmünster, al igual que otras casas religiosas, cayó entonces en una decadencia, que afortunadamente fue detenida por la acción del obispo Altmano de Passau, quien trajo una comunidad de Gottesau, e introdujo la observancia reformada de Cluny en la abadía. Después de esto, se convirtió en una de las casas más florecientes de Alemania, "superando a todas las demás abadías", dice un cronista anónimo, "en la observancia y la piedad, también con respecto a sus tierras, edificios, libros, pinturas y otras posesiones, y en el número de sus miembros destacados en el aprendizaje y en el arte".
La biblioteca monástica era famosa y atrajo a eminentes eruditos a Kremsmünster, donde se escribieron varias obras históricas importantes, incluidas las historias de los obispos de Passau y de los duques de Baviera, y las crónicas de la propia abadía. Schrodl da una lista de escritores relacionados con Kremsmünster desde el siglo  XI al XVI, y de sus trabajos literarios. Uno de los abades más destacados fue Ulrich Schoppenzaun (1454-1484), a quien se debe, junto con su discípulo y sucesor Johann Schreiner (1505-1524), que Kremsmünster sobreviviera a la Reforma.

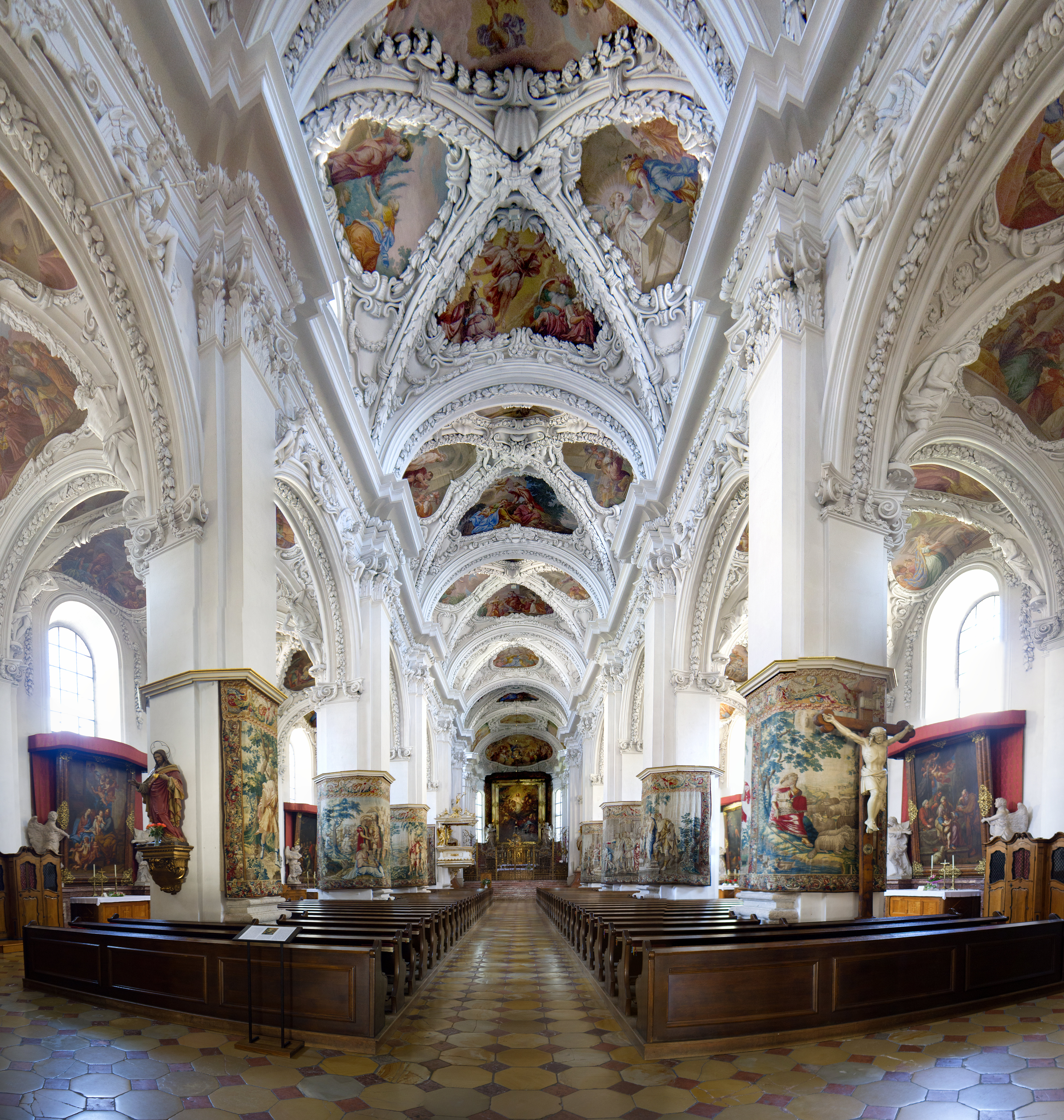
Interior de la iglesia de la abadía

A partir del periodo de la Reforma, una sucesión de hábiles abades mantuvo la abadía en marcha. El abad Gregor Lechner (1543-1558), hacia mediados del siglo XVI, convirtió la escuela monástica, antes privada, en una escuela pública, e hizo mucho por preservar el catolicismo en el distrito, donde las doctrinas protestantes se habían extendido ampliamente, hasta el punto de que su sucesor, el abad Weiner (1558-1565) las favoreció e introdujo así disensiones en la abadía, disensiones que corrían el riesgo de convertirse en graves trastornos. Esto fue evitado por los sucesivos abades: Especialmente el abad Wolfradt (1613-1639) llevó el monasterio a un estado tan floreciente que fue conocido como su tercer fundador. Su reputación como casa de estudios y aprendizaje aumentó aún más bajo su sucesor, Placid Buchauer (1644-1669).
Entre los abades del siglo XVIII, el más destacado y distinguido fue Alexander Fixlmillner (1731-1759), que construyó el gran observatorio, construyó muchas carreteras en la finca monástica y fue un hombre de vida edificante y de gran caridad con los pobres. Su sobrino Placidus Fixlmillner, el primer astrónomo que calculó la órbita de Urano, fue nombrado posteriormente director del observatorio.
Hacia finales del siglo XVIII la política del emperador José II con respecto a las casas religiosas de su imperio amenazó con cerrar Kremsmünster, como muchas otras, pero tuvo la suerte de escapar.
La abadía sufrió mucho durante las guerras napoleónicas y tardó en recuperar su posición. No fue hasta el abadato de Thomas Mitterndorfer (1840-1860) cuando, habiendo recuperado su seguridad material, y restablecido el aprendizaje y la disciplina, recuperó su antiguo prestigio. Uno de los abades más ilustres del siglo XIX fue Dom Cölestin Ganglbauer (fallecido en 1889), que celebró en 1877 el 1100 aniversario de la fundación, se convirtió en arzobispo de Viena en 1881 y fue elevado al cardenalato en 1884. En el siglo XX, Dom Leander Czerny, distinguido entomólogo, fue abad de 1905 a 1929.
Desde 1625 la abadía ha sido miembro de la Congregación Austriaca, ahora dentro de la Confederación Benedictina.
La abadía también desempeñó un papel en el final de la Segunda Guerra Mundial, ya que fue aquí donde el 8 de mayo de 1945, el gobierno eslovaco en el exilio capituló ante el general Walton Walker al frente del XX Cuerpo del 3er Ejército de EE. UU.

## Edificios

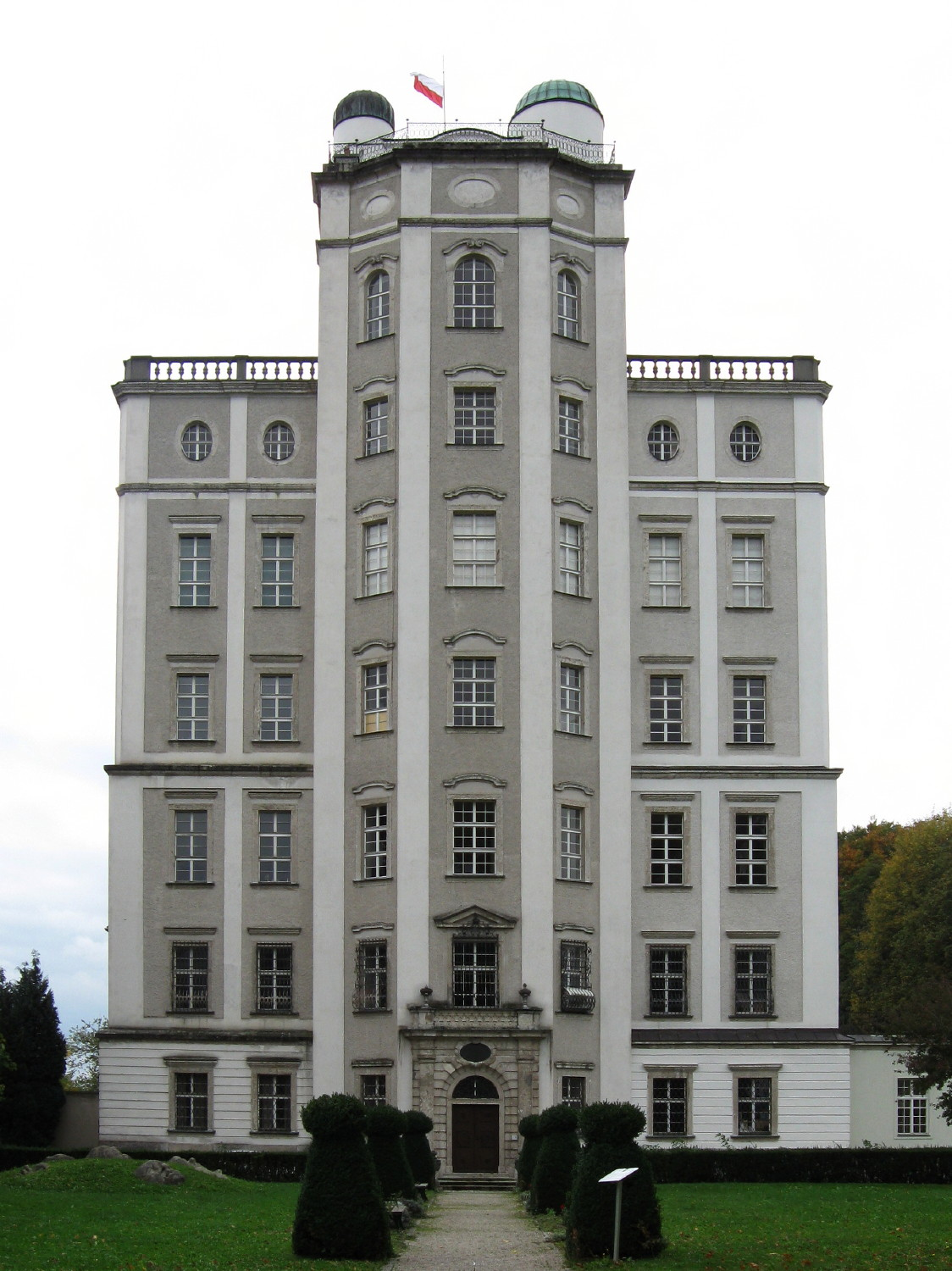
Torre matemática con observatorios astronómicos

Desde mediados del siglo XVII, gracias a un extenso programa de construcción que reutilizó en gran medida materiales de construcción más antiguos, las instalaciones crecieron tanto que en toda Austria fueron superadas solo por Melk. El arquitecto y constructor fue Jakob Prandtauer, quien también fue responsable de la iglesia de la abadía en Melk.
Kremsmünster alcanzó su mayor extensión en el ala sur, que tiene unos 290 metros de largo. Aquí se encontraban las estancias más importantes: el refectorio, la biblioteca y el Salón del Emperador. El ala termina al este en la Torre Matemática, de 51 metros de altura, donde se ubica el observatorio (el Kremsmünster Sternwarte ). Hay una interesante colección de objetos de historia natural en la parte inferior del observatorio, que tiene ocho pisos de altura; y una característica curiosa es la serie de acuarios decorados con estatuas y una columnata.

## Iglesia de la abadía

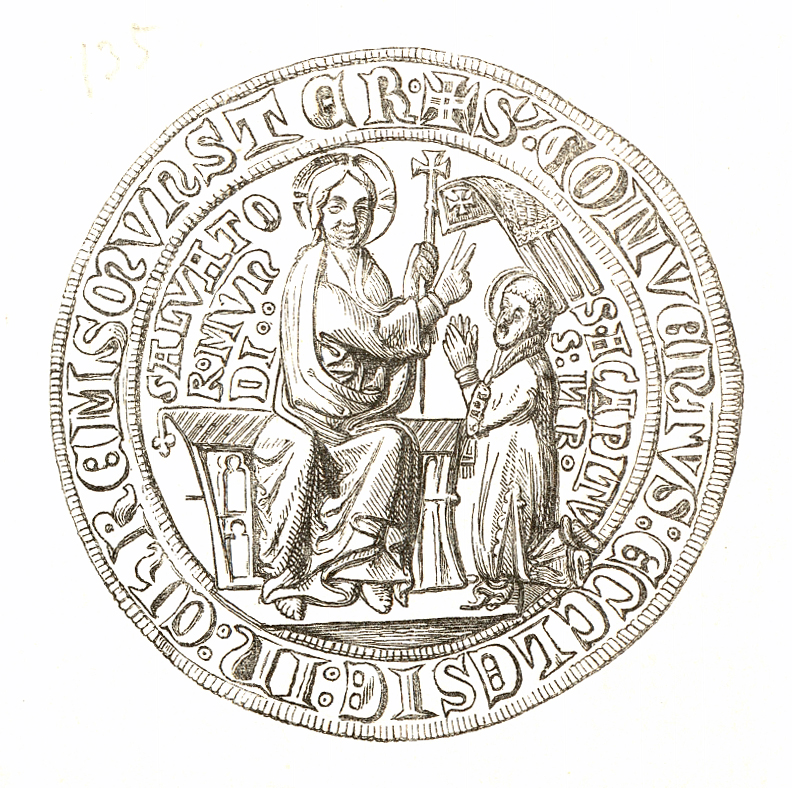
Dibujo del anuario imperial real. Comisión Central de Investigación y Conservación de Monumentos Arquitectónicos III. 1859. Autor: Karl von Sava, esfragista, con el título: Los sellos medievales de las abadías y monasterios regulares del Archiducado de Austria

La iglesia principal está dedicada a "Cristo Salvador y San Agapito " (Zum Heiligen Erlöser und zum Heiligen Agapitos). La construcción se completó en 1277, en estilo Románico tardío y Gótico temprano. Después de 1613 la iglesia fue remodelada en estilo Barroco. Entre 1680 y 1720, el interior de la iglesia fue redecorado con una espléndida ornamentación barroca según los diseños de Carlo Antonio Carlone, Giovanni Battista Colomba y Giovanni Battista Barberini.
Destaca el altar mayor barroco, realizado por Johann Andreas Wolf en 1712, tras doce años de diseño y preparación. Los ángeles de Johann Michael Zürn el joven, que se arrodillan en los numerosos altares laterales, también son ejemplos impresionantes del barroco austriaco.
La iglesia también contiene la célebre Tumba de Gunther, un cenotafio que originalmente se había colocado frente al altar mayor, y en su forma actual data de algún momento anterior a 1304.

## Escuela
La escuela del monasterio existe al menos desde 1549. El poeta y escritor Adalbert Stifter se formó aquí. Los monjes siguen trabajando hoy en día en la educación y mantienen una escuela, así como en la atención pastoral.

### Abuso infantil

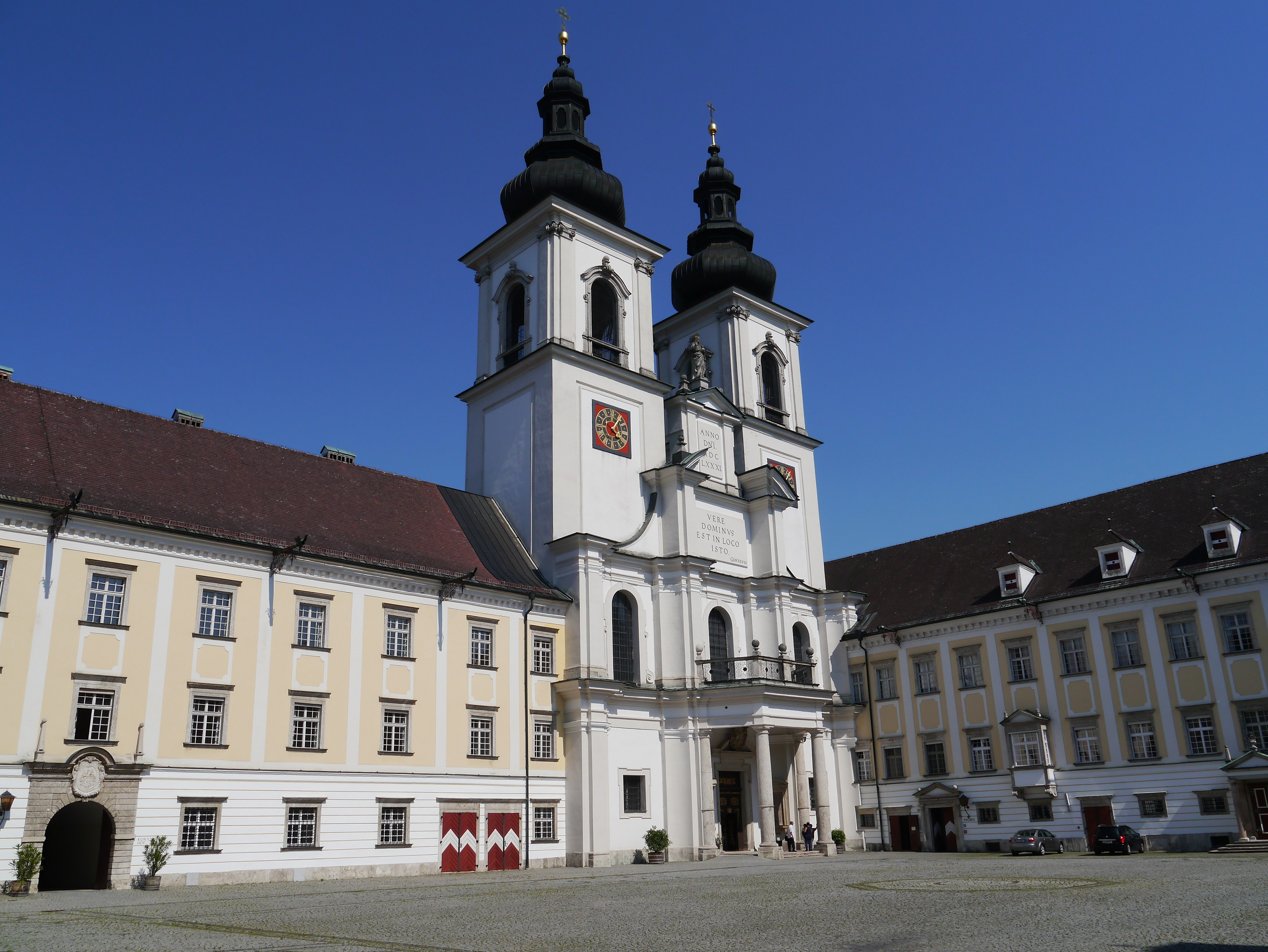
Patio interior de la abadía de Kremsmünster

En marzo de 2010, varios monjes fueron suspendidos por graves acusaciones de abusos sexuales y violencia física; las incidencias denunciadas, que abarcan un periodo que va desde los años 70 hasta finales de los 90, han sido objeto de investigación policial. Aunque se retiraron los cargos contra dos de los tres sacerdotes acusados por haber prescrito, siguieron tres años de investigaciones en casi 30 casos contra August Mandorfer (padre Alfons), antiguo director del internado. El registro y la incautación en el monasterio en 2010 revelaron que el profesor acusado también poseía una escopeta de bombeo, entre otras armas. Según las investigaciones de varias víctimas, la abadía de Kremsmünster tiene una larga tradición delictiva en el abuso sistemático de menores. Décadas antes de los casos actualmente denunciados en torno al padre Alfons y además de las acusaciones ya caducadas contra el padre Benedikt y el padre Petrus, existen pruebas sólidas de graves incidencias anteriores de abusos sexuales que implicaban al padre Georg en los años 60 y al padre Altman Kellner antes y durante los años 50. En julio de 2013, un tribunal austriaco declaró a Mandorfer culpable de 24 casos documentados de abuso de menores y violencia sexual, y condenó al ahora destituido sacerdote a doce años de prisión. En marzo de 2015, un equipo de investigación dirigido por el sociólogo alemán Heiner Keupp presentó los resultados de un estudio científico sobre el tema Abusos sexuales, violencia psicológica y física en el internado de Kremsmünster, que identificó un total de 16 sacerdotes con comportamientos violentos y 8 abusadores sexuales en un periodo comprendido entre 1945 y 2000. En 2013, se reveló que el colegio había pagado aproximadamente 700.000 euros en indemnizaciones desde que estalló el escándalo.

## Biblioteca
La magnífica biblioteca del monasterio fue construida entre 1680 y 1689, también por Carlo Antonio Carlone. Es una de las grandes bibliotecas de Austria y contiene unos 160.000 volúmenes, además de 1.700 manuscritos y cerca de 2.000 incunables .
El libro más valioso es el " Codex Millenarius ", un Evangeliario escrito alrededor del año 800 en la abadía de Mondsee. Se pueden encontrar facsímiles de este códice en las bibliotecas de varias universidades de todo el mundo.

## Tesoros
El artículo más famoso del tesoro del monasterio es el cáliz de Tassilo, donado al monasterio por su fundador, Tassilo III. La copa de cobre y plata dorada (25,5 cm de alto, peso 3 kg y con una capacidad de 1,75 litros) se creó en algún momento entre 768/769 y 788, posiblemente en Mondsee o Salzburgo.
Originalmente se pensó que los dos candelabros de Tassilo se trabajaron con el cetro de Tassilo, pero hoy se reconocen como obras de mediados del siglo X.
El Cáliz de Tassilo, los candelabros y el Codex Millenarius todavía se utilizan en los servicios religiosos hasta el día de hoy, aunque solo en ocasiones especiales.

## Galería

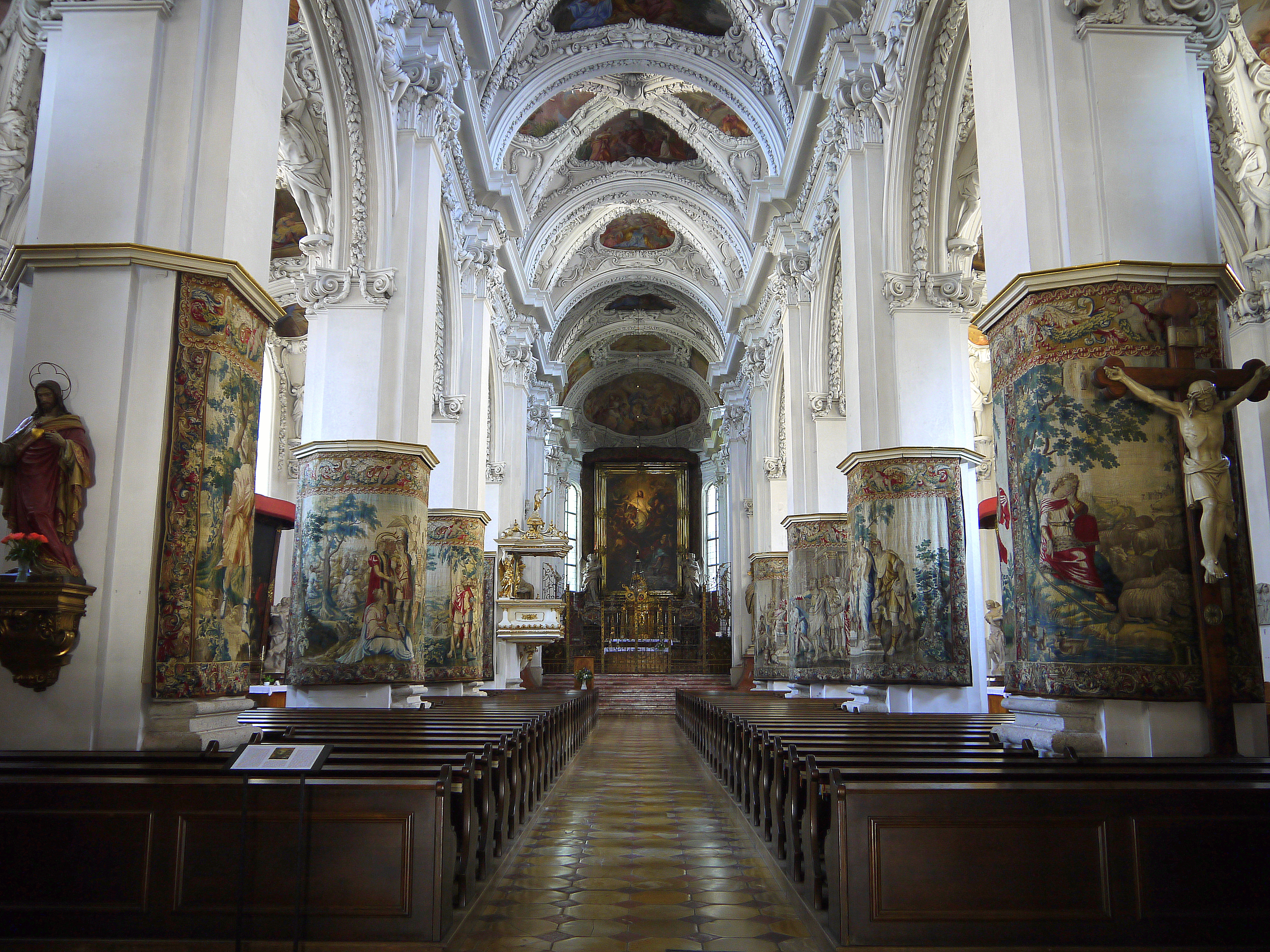
Interior de la iglesia de la abadía
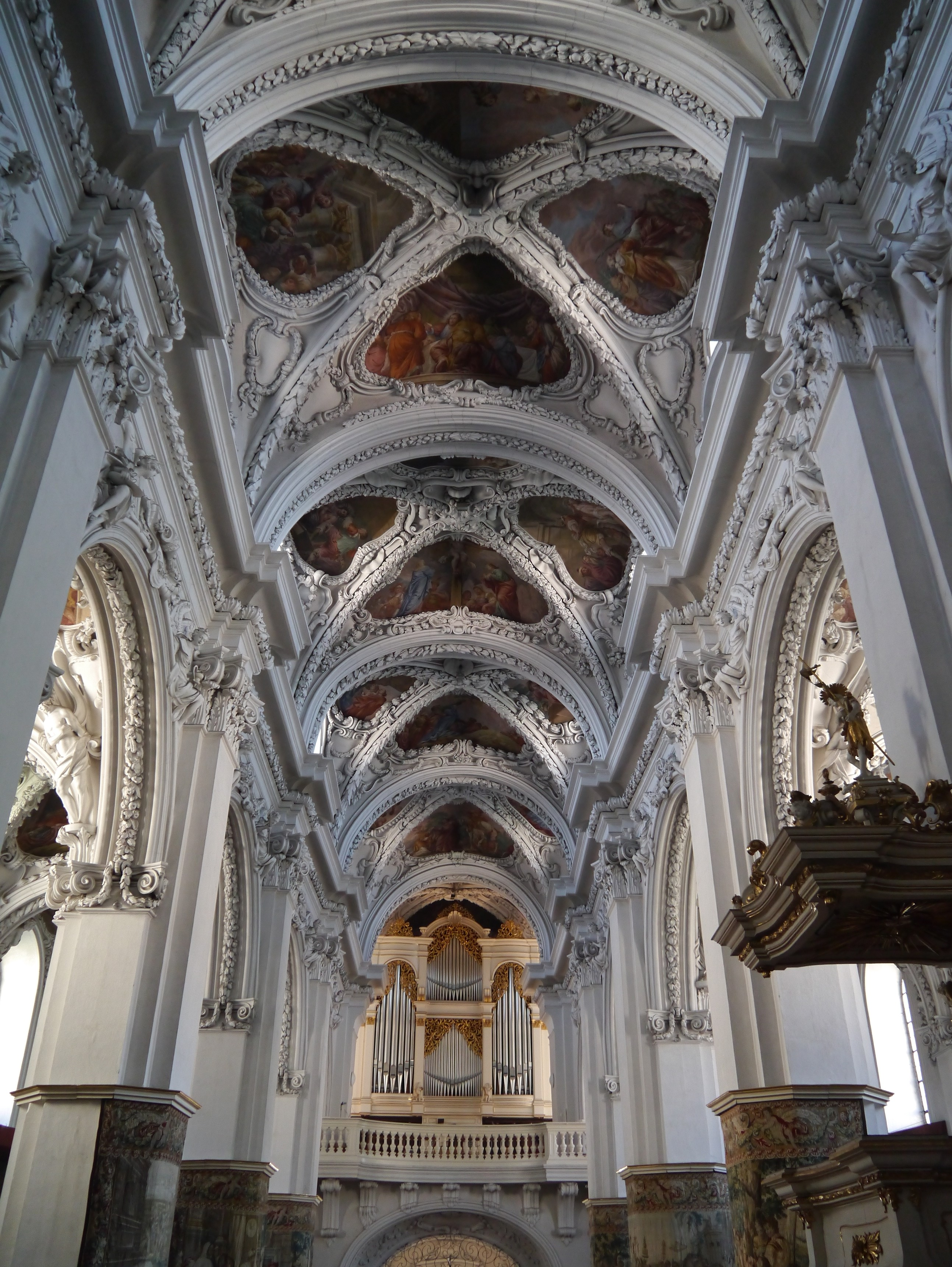
Coro alto y techo
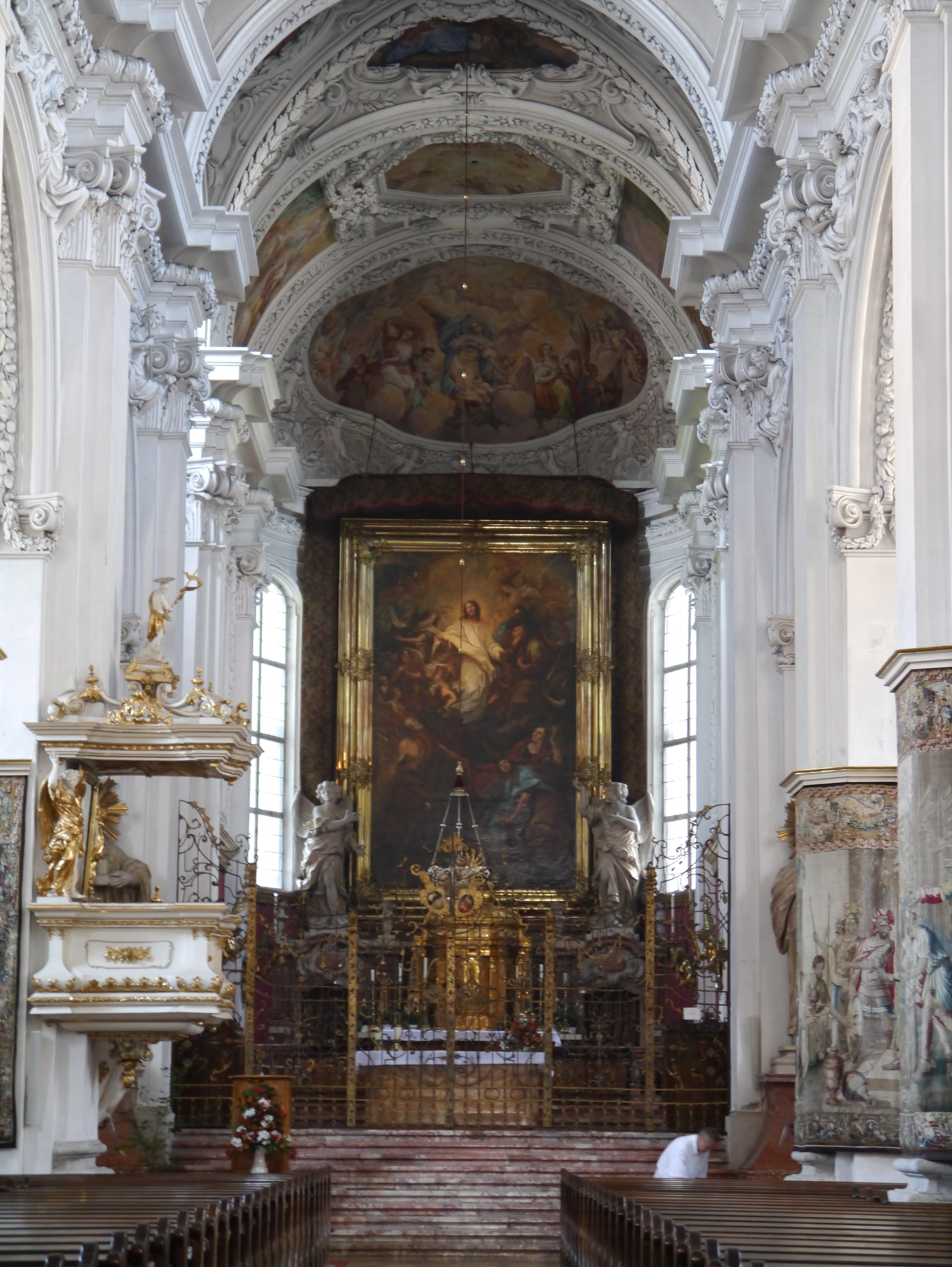
Altar mayor y púlpito
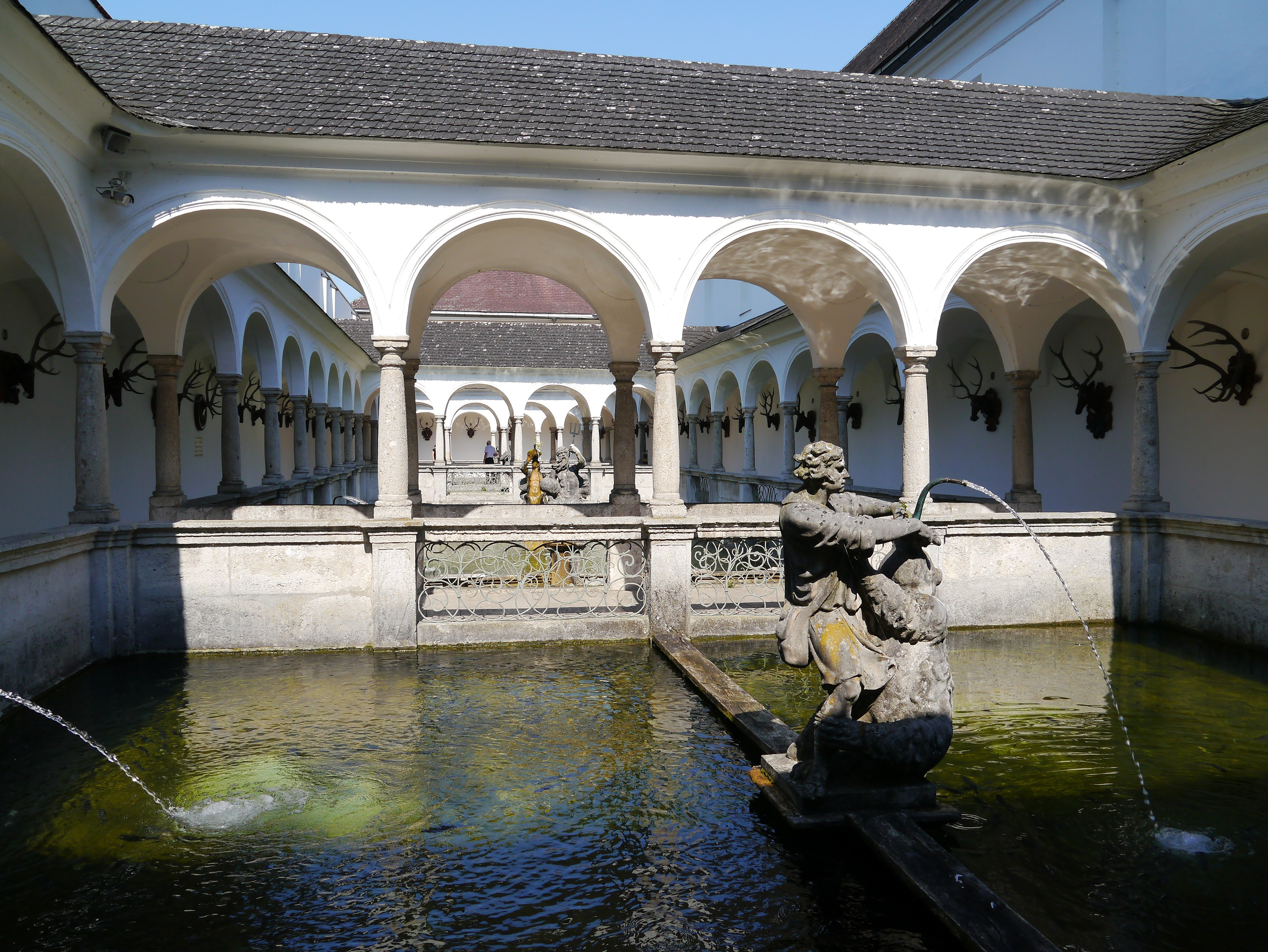
Acuarios
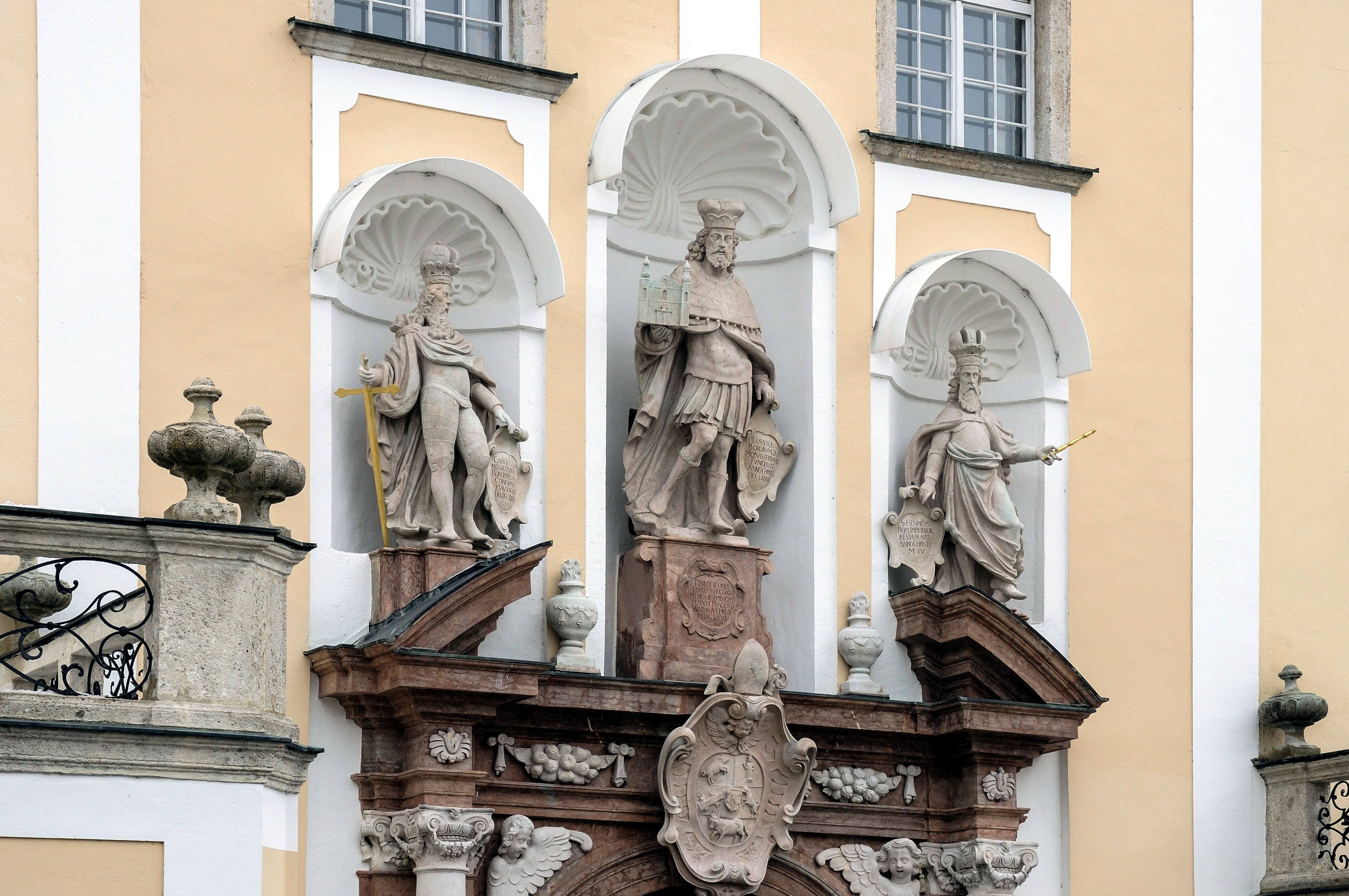
Portal del patio interior
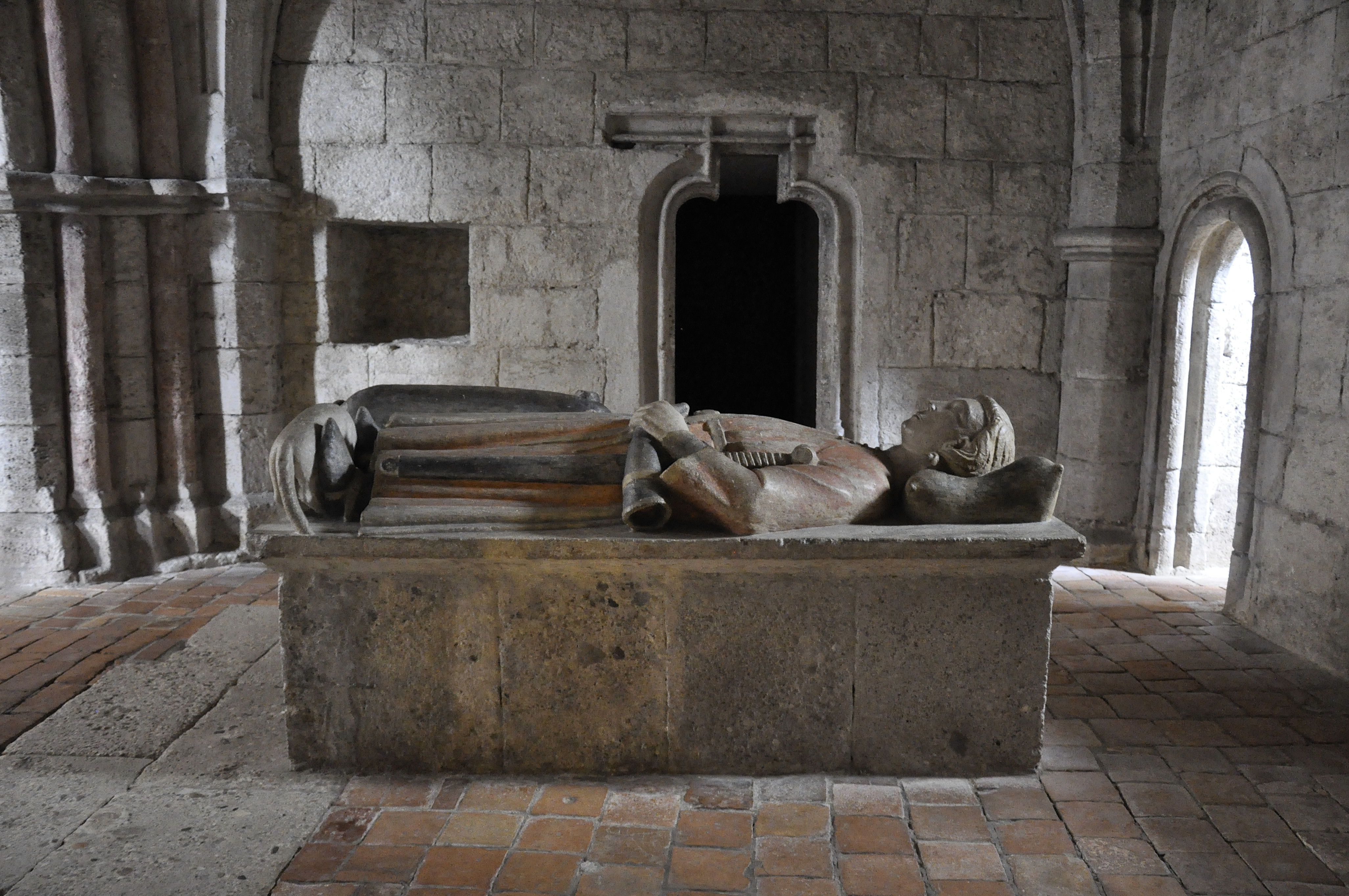
Tumba de Gunther, hijo del duque Tassilo